# (99861) Tscharnuter
(99861) Tscharnuter est un astéroïde de la ceinture principale.

## Description
(99861) Tscharnuter est un astéroïde de la ceinture principale. Il fut découvert le 29 juillet 2002 à l'observatoire Palomar par Sebastian F. Hönig. Il présente une orbite caractérisée par un demi-grand axe de 2,86 UA, une excentricité de 0,05 et une inclinaison de 3,3° par rapport à l'écliptique. Il est nommé d'après Werner M. Tscharnuter (né en 1945), un astrophysicien autrichien qui a apporté des contributions significatives aux domaines de la formation d'étoiles, des disques protoplanétaires, de la dynamique stellaire et des anneaux de Saturne. Il s'intéresse également à la mécanique céleste, notamment en ce qui concerne l'évolution de la famille Koronis, à laquelle appartient probablement cette planète mineure.

## Compléments